# Amt Oldenburg-Land
Het Amt Oldenburg-Land is een Amt in de Duitse deelstaat Sleeswijk-Holstein. Het wordt gevormd door zes gemeenten in de Kreis Oost-Holstein. Het bestuur zetelt in de stad Oldenburg, die zelf geen deel uitmaakt van het Amt.

## Deelnemende gemeenten
- Göhl
- Gremersdorf
- Großenbrode
- Heringsdorf
- Neukirchen
- Wangels

## Geschiedenis
Het Amt werd gesticht in als Amt Land Oldenburg met de gemeenten Göhl, Gremersdorf, Heringsdorf en Neukirchen. In 1977 voegde de gemeente Wangels zich bij het Amt, waarbij de naam werd aangepast in het huidige Amt Oldenburg-Land. De laatste wijziging was in 2008 toen de gemeente Großenbrode zijn Amtvrijheid opgaf en tot Oldenburger-Land toetrad.